# Phineus (Sohn des Agenor)
Phineus (altgriechisch Φινεύς Phineús), in der griechischen Mythologie der Sohn des phönizischen Königs Agenor, war der König zu Salmydessos in Thrakien und ein Seher. Mit seiner ersten Frau Kleopatra, der Tochter des Boreas, hatte er zwei Söhne, Plexippos und Pandion.
Seine zweite Gemahlin, Idaia oder Eidothea, eine Tochter des Dardanos, verleitete ihn dazu, seine Söhne aus seiner ersten Ehe zu blenden. Hierfür wurde er von den Harpyien gepeinigt, die ihm, so oft er sich zu Tisch setzte, die Speisen wegraubten und den Rest besudelten, so dass er von stetem Hunger gequält wurde. Nach einer anderen Version wurde ihm diese Strafe von Poseidon auferlegt, weil er den Kindern des Phrixos den Weg von Kolchis nach Griechenland verraten hatte.
Als die Argonauten bei Phineus landeten, wurde er durch die Brüder der Kleopatra, die Boreaden Kalaïs und Zetes, von dieser Plage befreit, und zum Dank wies er ihnen den einzuschlagenden Weg.